# Best of Rockers 'n' Ballads
Best of Rockers 'n' Ballads è un album raccolta della band tedesca Scorpions.
L'album, pubblicato alla fine del 1989 dopo le trionfanti esibizioni al Monsters of Rock e al Moscow Music Peace Festival, ottenne un enorme successo di vendite, insperato per una semplice raccolta, tale da vincere un disco d'oro (il settimo per gli Scorpions) negli Stati Uniti. Il disco racchiude i migliori successi della band pubblicati con la casa discografica EMI, da Lovedrive del 1979 fino a Savage Amusement del 1988, e si distingue dalla marea di compilation, pubblicate a partire da quel periodo, per la presenza di due brani inediti: I Can't Explain, cover dei The Who, e Hey You, incisa nel 1980 e non inserita poi nell'album Animal Magnetism.

## Tracce
1. Rock You Like a Hurricane – 4:12 (Schenker, Meine, Rarebell)
2. I Can't Explain – 3:21 (Pete Townshend)
3. Rhythm of Love – 3:49 (Schenker, Meine)
4. Big City Nights – 4:09 (Schenker, Meine)
5. Lovedrive – 4:52 (Schenker, Meine)
6. Is There Anybody There? – 4:16 (Meine, Schenker, Rarebell)
7. Holiday – 6:39 (Schenker, Meine)
8. Still Loving You – 6:25 (Schenker, Meine)
9. No One Like You – 3:55 (Schenker, Meine)
10. Blackout – 3:48 (Schenker, Meine, Rarebell, Kittelsen)
11. Another Piece of Meat – 3:32 (Schenker, Rarebell)
12. You Give Me All I Need – 3:36 (Schenker, Rarebell)
13. Hey you – 4:29 (Schenker, Meine, Rarebell)
14. The Zoo – 5:30 (Schenker, Rarebell)
15. China White – 6:53 (Schenker, Meine)

## Formazione
- Klaus Meine: voce
- Rudolf Schenker: chitarra
- Matthias Jabs: chitarra
- Francis Buchholz: basso
- Herman Rarebell: percussioni

## Classifiche

### Album
| Anno | Classifica  | Posizione massima |
| ---- | ----------- | ----------------- |
| 1989 | Finlandia   | 16                |
| 1989 | Germania    | 14                |
| 1989 | Paesi Bassi | 92                |
| 1989 | Stati Uniti | 43                |
| 1989 | Svezia      | 35                |
| 1989 | Svizzera    | 21                |

### Singoli
| Anno | Titolo          | Classifica                    | Posizione massima |
| ---- | --------------- | ----------------------------- | ----------------- |
| 1989 | I Can't Explain | Stati Uniti (mainstream rock) | 5                 |